# آكرون أرخيمدس

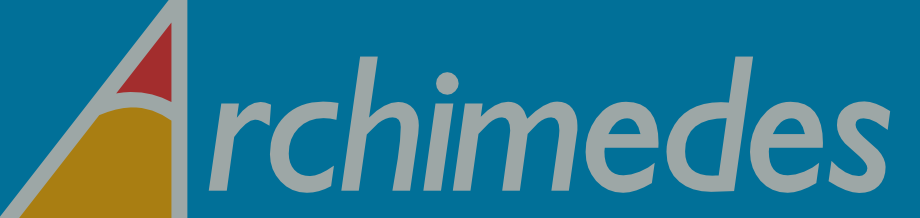
شعار الحاسوب آكرون أرخيمدس

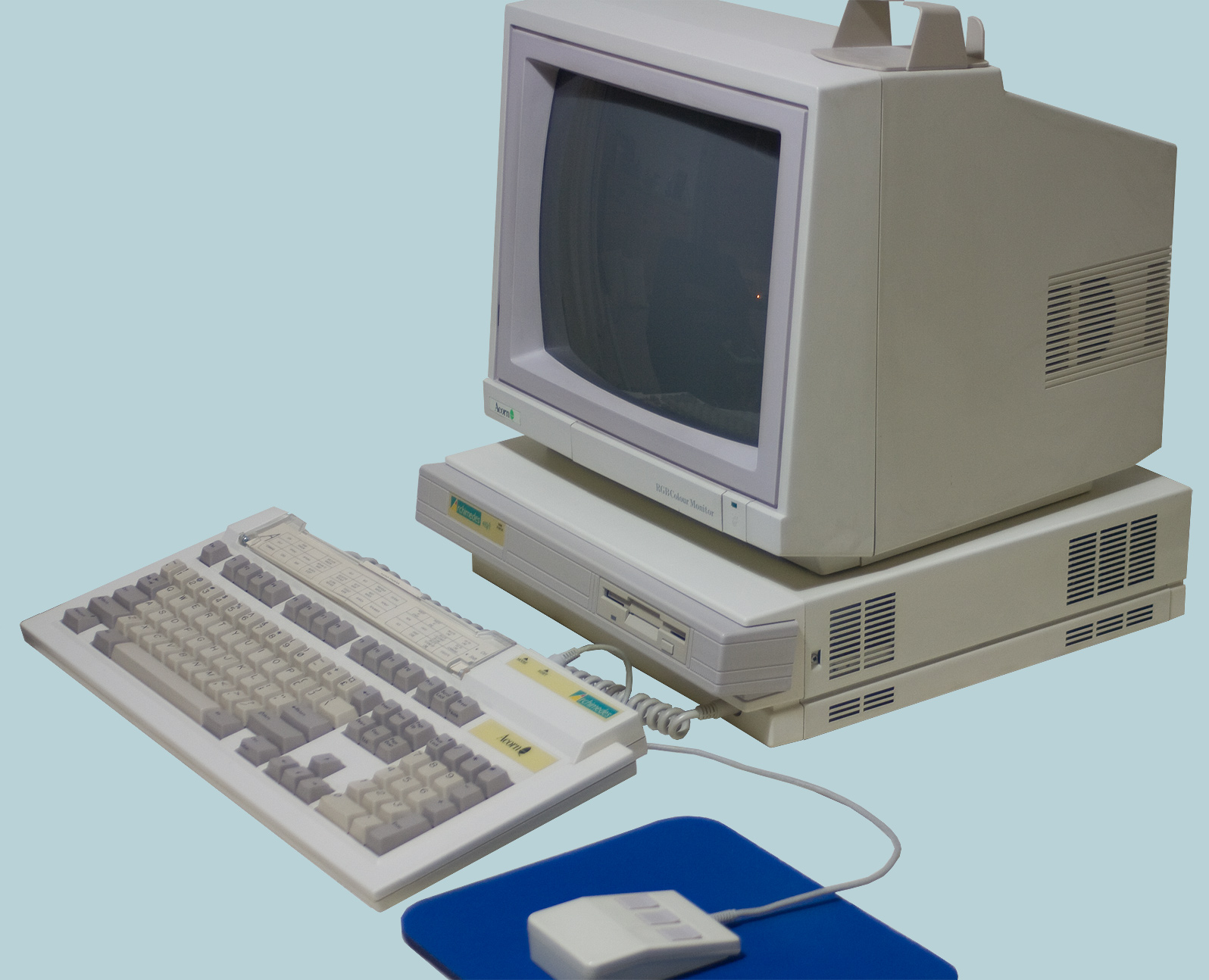
حاسوب آكرون أرخيمدس

آكرون أرخيمدس (بالإنجليزية: Acorn Archimedes)‏، هو جهاز حاسوب بريطاني من إنتاج شركة آكرون للحواسيب المحدودة، صدرت في السوق 1987، وأنهى خدمات الحاسوب في عقد 1990، حيث تبلغ سعر الحاسوب نحو 900 جنيه أسترليني.

## المواقع الخارجية
- Acorn systems page at Old-Computers.com
- Acorn Archimedes at Flatbatteries
- Chris's Acorns: Archimedes